# Chris Miller (giocatore di football americano)
Christopher James Miller (Pomona, 9 agosto 1965) è un giocatore di football americano statunitense che ha giocato nei ruoli di quarterback nella National Football League (NFL). Fu scelto nel corso del primo giro (13º assoluto) del Draft NFL 1987 dagli Atlanta Falcons. Al college giocò a football all'Università dell'Oregon.

## Carriera professionistica
Miller fu scelto nel primo giro del Draft 1987 dagli Atlanta Falcons. Giocò per dieci stagioni nella NFL nel periodo 1987–1995 e nel 1999. La sua migliore stagione da professionista la disputò nel 1991 con i Falcons in cui passò per oltre 3.000 yard e 26 touchdown, venendo convocato per il Pro Bowl.
Le commozioni cerebrali subite gli impedirono di giocare più lungo. Dopo averne subite cinque nell'arco di 14 mesi, lasciò la lega per la prima volta. Un'altra nel suo ritorno coi Denver Broncos nel 1999 convinse Miller a ritirarsi definitivamente.

## Vittorie e premi
- Convocazioni al Pro Bowl: 1

1991

## Statistiche
| Yard lanciate     | 19.320 |
| Touchdown         | 123    |
| Intercetti subiti | 102    |
| Passer rating     | 74,9   |